# Sergia colosii
Sergia colosii is een tienpotigensoort uit de familie van de Sergestidae. De wetenschappelijke naam van de soort is voor het eerst geldig gepubliceerd in 1933 door Cecchini.